# 釜山港大橋
釜山港大橋（プサンこうおおはし、朝鮮語: 부산항대교）は、大韓民国の釜山広域市影島区青鶴洞と南区戡蛮洞を結ぶ斜張橋である。

## 特徴

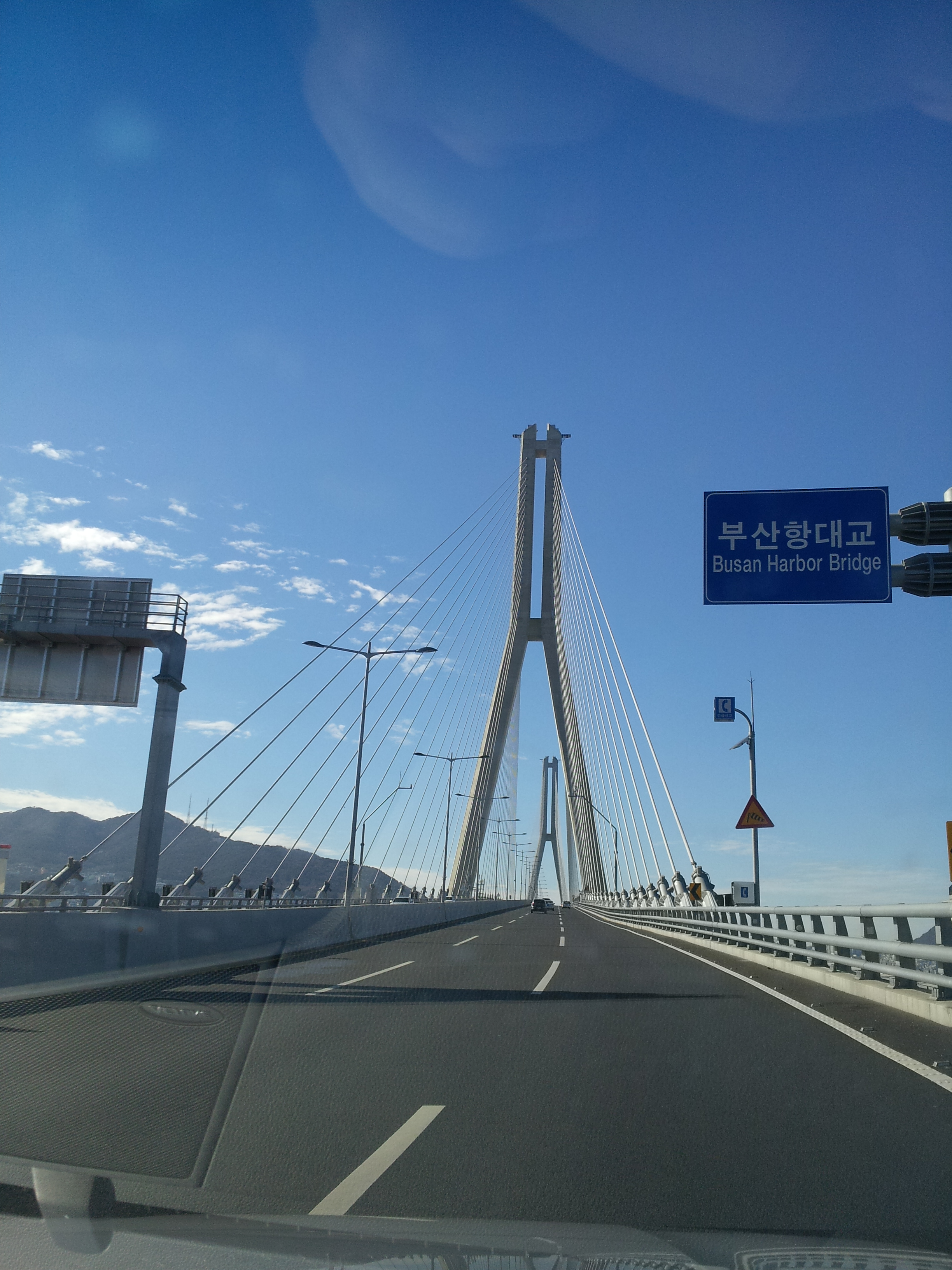
釜山港大橋を渡る車から撮影した写真。

橋の長さは、3,331メートル（橋区間1,114メートル、接続道路2,217メートル）、幅は18.6 - 28.7メートル（4 - 6車線）。主塔の高さは、190メートルの斜張橋で、海面から橋の天板までの桁下高は60メートルである。影島区側の橋へのアプローチ部（東行きのみ）はループ線構造となっている。
総事業費は5,384億ウォン。当初は無料で供用されていたが、2014年8月21日以降は規定の通行料がかかる。

## 歴史
- 2006年12月14日 - 着工。
- 2014年5月22日 - 開通。
- 2014年8月21日 - 通行料金徴収を開始。

## 通行料
2014年8月21日に改定された通行料金は以下の通りである。
| 区分     | 通行料金    |
| -------- | ----------- |
| 軽自動車 | 700ウォン   |
| 小型車   | 1,400ウォン |
| 中型車   | 2,400ウォン |
| 大型車   | 3,000ウォン |

## 通行制限
釜山港大橋は、大韓民国の道路法第77条、および同法施行令第79条2項、道路交通法第39条の規定により、次の条件のいずれかに該当する車両の通行が禁止されている。
- 積載物を含めた全高が4.3メートルを超える車両。
- 積載物を含む全長が19メートルを超える車両。
- 積載物を含む幅が3.3メートルを超えた車両。
- 貨物積載が適切に行われていない車両。
- 規定の通常最高速度が時速40キロメートル未満の車両。
- その他、釜山港大橋の管理者に、通行の危険が認められる車両の場合。